# Пікардійська вівчарка

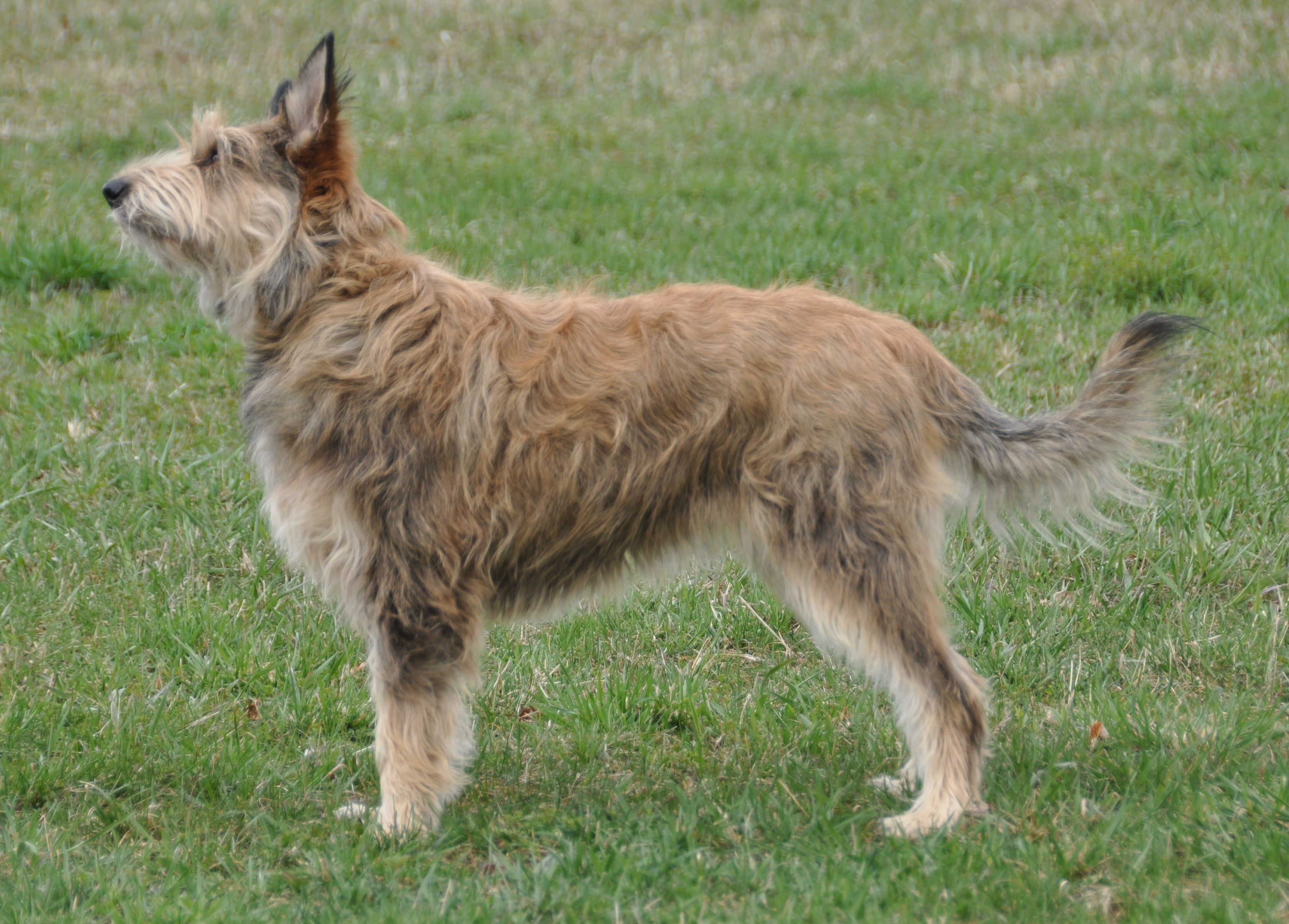

Пікардійська вівчарка, або пумі (англ. Berger Picard) — собака вівчарської породи виведена на півночі Франції; вперше визнана французькою асоціацією собак у 1925 році. 

## Опис
Пікардійські вівчарки – собаки середнього розміру. Стандартна висота – 59-65 см у висоту для самців, 54-59 см для самиць. Довжина тіла трохи більша за висоту у холці (самиці зазвичай довші за самців). Довжина шерсті сягає 5-6 см. Шерсть жорстка, з м’яким підшерстком. Кольори шерсті різні, від кремового до коричневого. Вуха природньо стоячі. Хвіст вигнутий. 

## Характер
Собаки врівноважені; не агресивні, проте сміливі. Не зважаючи на те, що їх призначення – переганяти отари овець, вівчарки можуть виступати у ролі собак-охоронців.

## Історія
Ця порода – найстаріша у Франції, куди її привезли в ІХ ст. За однією версією, пікардійські вівчарки виникли в результаті схрещування бріарів і босеронів, за іншою — від голландських і бельгійських вівчарок. Після двох Світових Війн ХХ ст. чисельність породи катастрофічно зменшилась, проте вона відроджується. На усій планеті налічують близько 4300 особин пікардійських вівчарок.

## Здоров'я, хвороби
Пікардійські вівчарки схильні до дисплазії кульшового суглоба та атрофії сітківки.
Середня довжина життя – від 12 до 15 років. 
1. 1 2  About the breed - PICKARDY SHEEPDOG (англ.).
2. ↑  BERGER DE PICARDIE (Berger picard) (французькою) . Франція. 2010.